# SINRA
『SINRA』（シンラ）はかつて、新潮社から発行されていたネイチャー雑誌。キャッチコピーは「深呼吸する地球マガジン」。
1993年12月8日、1994年1月号として創刊。「SINRA」は「森羅」の意。創刊号の特集は「自然がぼくらの仕事場です。」。発行人は後藤章夫、編集人は横山正治。
創刊号では自然写真家、星野道夫のインタビューもフィーチャー。森田正光、岩合光昭、井上ひさし、立花隆、椎名誠など新潮社ならではの豪華執筆陣を配している。なお、村上春樹によるエッセイ集『うずまき猫のみつけかたー村上朝日堂ジャーナル』は、本誌連載を加筆、まとめたもの。
2000年7月号をもって休刊。